# Manoir de la Ville-Daniel
Ne doit pas être confondu avec Manoir de la Ville Daniel.
Le manoir de la Ville-Daniel est situé à Plaine-Haute, en France.

## Localisation
Le manoir est situé sur la commune de Plaine-Haute dans le département des Côtes-d'Armor, dans la région Bretagne.

## Description
Le manoir est Les bâtiments s'ordonnent autour d'une cour trapézoïdale. L'angle nord en est occupé par un grand logis. En contrebas se trouve un bâtiment sans étage, à usage de dépendances. Au sud-est est située la ferme. Le logis est composé d'un corps de bâtiment sur lequel se greffe une aile en retour d'équerre. Dans l'angle rentrant, une tour abrite l'escalier hors-œuvre qui assure la distribution intérieure. Une petite tour hémicirculaire à usage de latrines est située sur le revers de l'aile. Tel qu'il apparaît aujourd'hui, le logis ne représente que la réalisation partielle d'un ensemble plus important. Le décor rehausse la porte d'entrée, la tour d'escalier et les parties hautes. La porte d'entrée, en anse de panier, est surmontée d'une accolade fleuronnée et ornée de choux frisés, accolade qui abrite un écusson dont les armoiries ont été effacées.

## Historique
Le manoir était le centre d'une seigneurie qui relevait de la baronnie de Quintin. Le domaine étant d'un rapport médiocre, c'est par mariages successifs au XVIe siècle que la famille Le Voyer, propriétaire de l'édifice de 1426 à 1617, va s'enrichir. La construction du manoir remonterait à cette époque, selon la date de 1559 inscrite au sommet de la tour, mais aujourd'hui illisible. 
Il est classé partiellement au titre des monuments historiques par arrêté du 5 juillet 1985 et inscrit par arrêté du 23 décembre 1985.

## Protection
Éléments protégés : le corps de logis principal ; les façades et toitures du bâtiment des communs, faisant face au corps de logis principal.